# Saint-Maugan
Saint-Maugan (en bretó  Sant-Malgant, en gal·ló Saent-Maugant) és un municipi francès, situat a la regió de Bretanya, al departament d'Ille i Vilaine. L'any 2006 tenia 494 habitants. Limita a l'est amb Muel, a l'oest amb Iffendic, al sud amb Boisgervilly i al nord amb Saint-Malon-sur-Mel.

## Demografia
| 1962                                       | 1968 | 1975 | 1982 | 1990 | 1999 |
| ------------------------------------------ | ---- | ---- | ---- | ---- | ---- |
| 315                                        | 363  | 322  | 321  | 384  | 349  |
| Des de 1962: població sense dobles comptes |      |      |      |      |      |

## Administració
| Període | Identitat      | Partit |
| ------- | -------------- | ------ |
| 2001-   | Claude Trubert |        |